# نادیا میلاک
نادیا میلاک (به انگلیسی: Majda Milak) زادهٔ ۲۶ مارس ۱۹۷۷ میلادی ژیمناست اهل یوگسلاوی است.